# La Rosca Cómics
La Rosca Cómics é um coletivo de quadrinistas bolivianos integrado pelos artistas Susana Villegas, Alejandro Archondo, Jorge Siles, Avril Filomeno, Joaquín Cuevas, Iván Cáceres, Alexandra Ramírez, Alejandro Salazar, Edwin Álvarez, Paola Guardia e Frank Arbelo, entre outros. Em 2011, recebeu o Troféu HQ Mix pela obra "La Fiesta Pagana", tendo sido o primeiro prêmio estrangeiro de quadrinhos recebido por artistas da Bolívia.